# Alona Kimchi
Alona Kimchi (auch Alona Kimhi, hebräisch אלונה קמחי) (* 1966 in Lwiw (Lemberg), Ukrainische SSR, heute Ukraine) ist eine in Israel lebende und arbeitende Schriftstellerin. 1972 emigrierte ihre Familie mit ihr nach Israel. Alona Kimchi lebt derzeit (Stand: 2007) in Tel Aviv.

## Leben und Wirken
Vor ihrer Tätigkeit als Schriftstellerin arbeitete Alona Kimchi als Schauspielerin. Heute veröffentlicht sie Kurzgeschichten und Romane. Für ihren Debütroman Die weinende Susannah (Originalausgabe 1999, deutsche Ausgabe 2002) wurde sie mit dem Bernstein Prize ausgezeichnet. Auf Deutsch sind des Weiteren eine Sammlung von Erzählungen Ich, Anastasia (2005) und das Melodram Lilly, die Tigerin (2006, Hebräische Originalausgabe 2004) erschienen.
Die israelische Zeitung Haaretz schrieb über die Autorin: „Alona Kimchi ist eine bemerkenswerte Schriftstellerin. Sie führt den Leser mit sicherer Hand“. Haaretz weiter: „Mit ironischem Blick beschreibt sie das Verhältnis der Geschlechter und verbindet die Tradition der literarischen Selbsterforschung mit einer heiter-grotesken Phantasie.“
2014 kam Alona Kimchi mit einem privaten Facebook-Posting in die Schlagzeilen, in dem sie die Ermordung Tuvia Tenenboms forderte. In einer späteren Aussage gab sie an, dies nur im Scherz gesagt zu haben.

## Werke
- 1999: Die weinende Susannah (Deutsch 2002, Übersetzung: Ruth Melcer)
- 2004: Lilly, die Tigerin (Deutsch 2006, Übersetzung: Ruth Melcer)
- 2005: Ich, Anastasia